# König von Preußen
König von Preußen – fregata zbudowana w Anglii w 1750 roku dla króla Prus Fryderyka II.
Jej załogę stanowiło 120 marynarzy, a uzbrojenie 36 armat. W 1752 roku opuściła port w Emden jako pierwszy z czterech statków nowo założonej Królewsko-Pruskiej Azjatyckiej Kompanii Handlowej. Okręt miał sprowadzić z Chin herbatę, porcelanę i jedwab. Sukces wyprawy przekroczył najśmielsze oczekiwania.
Fryderyk Wielki zamierzał połączyć porty w Emden i Szczecina w jedną sieć handlową.
Inne fregaty o tej samej nazwie budowały stocznie pruskie w latach 1674 i 1720.